# 森谷延雄
森谷 延雄（もりや のぶお、1893年（明治26年）10月28日 - 1927年（昭和2年）4月5日）は、日本の家具デザイナー、インテリアデザイナー、東京高等工芸学校（現在の千葉大学工学部）教授。
旧制千葉県立佐倉中学校（現在の千葉県立佐倉高等学校）を経て、東京高等工業学校（現在の東京工業大学）工業図案科を卒業。
清水組に入社し、1920～22年に海外派遣。ロンドン王立美術学校と中央美術工芸学校で家具デザインを学ぶ。「誠之堂」（東京都世田谷区から埼玉県深谷市に移築、1916年築、国の重要文化財）や「晩香廬」（東京都北区、1918年築、国の重要文化財）等の室内装飾を手掛けた。

## 著書
- 『小さき室内美術 寝室・書斎・食堂』洪洋社、1926年1月。
  - 『小さき室内美術・木のめ舎家具作品集』森仁史監修（復刻版）、ゆまに書房〈叢書・近代日本のデザイン 大正篇 第24巻〉、2009年5月。ISBN 9784843330562。
- 『西洋美術史 古代家具篇』太陽堂書店、1926年3月。
- 『これからの室内装飾』太陽堂書店、1927年1月。
  - 内田青蔵編 編『これからの室内装飾』森仁史解説（復刻版）、柏書房〈住宅建築文献集成 第16巻〉、2011年2月。ISBN 9784760139408。
- 『森谷延雄遺稿』森谷猪三男、1928年10月。

## 関連文献
- 『朝日クロニクル週刊20世紀 日本人の100年』 64（1927-28）、朝日新聞社、2000年4月。
- デザイン史フォーラム編 編『アーツ・アンド・クラフツと日本』思文閣出版、2004年9月。ISBN 9784784212071。
- 橋本優子・菅谷富夫・肴倉睦子編 編『デザイン史を学ぶクリティカル・ワーズ』フィルムアート社、2006年6月。ISBN 9784845906895。
- 『没後80年 森谷延雄展』佐倉市立美術館、2007年。
- 『夢見る家具 森谷延雄の世界』INAX出版、2010年9月。ISBN 9784872758535。